# Vientiane–Boten Expressway
Der Vientiane–Boten Expressway ist die erste Autobahn in Laos und seit Ende 2018 im Bau. Sie wird nach Fertigstellung die Hauptstadt Vientiane mit der Autobahn Kunming–Mohan in der Volksrepublik China verbinden. Sie ist eine Mautautobahn und verläuft in etwa parallel zur Nationalstraße 13. Sie wird streckenweise in Verkehrswegebündelung mit der Bahnstrecke Boten–Vientiane errichtet. Die Autobahn gehört zu 95 Prozent der chinesischen Yunnan Construction Engineering Group, die auch der Bauträger ist. Dem laotischen Staat gehören nur fünf Prozent. Der Bauträger besitzt eine 50-jährige Konzession auf die Mauteinnahmen. Die Höchstgeschwindigkeit liegt bei 120 km/h für PKW und 100 km/h für Reisebusse sowie LKW.
Der Bau der Schnellstraße ist in vier Abschnitte unterteilt:
- Vientiane–Vang Vieng (113 km)
- Vang Vieng–Luang Prabang (137 km)
- Luang Prabang–Muang Xay
- Muang Xay–Boten

Der erste Abschnitt, der 2020 fertiggestellt wurde, ist die 113 Kilometer lange Verbindung von Vientiane bis Vang Vieng.
Die Autobahn beginnt in Sikeut in der Präfektur Vientiane an der Kreuzung der Nationalstraße 13 und der Umgehungsstraße (Nationalstraße 450) in Vientiane nach Thanaleng an der Grenze zu Thailand und der Ersten Thailändisch-Laotische Freundschaftsbrücke.
Die Planung für den Abschnitt von Vang Vieng nach Luang Prabang sollte nach der Eröffnung des ersten Abschnitts erfolgen. Die Nutzung des Abschnitt Vientiane bis Vang Vieng kostet 62.000 Kip an Maut. Im Dezember 2021 lag die Gebühr pro Kilometer bei 670 Kip. Am 28. Juni 2022 kündigen die Betreiber der Mautautobahn die Kopplung der Mautgebühren an den US Dollar an. So werden ab 1. Juli 2022 Fahrten auf dem Vang Vieng Expressway mit etwa 0,06 USD pro Kilometer berechnet.

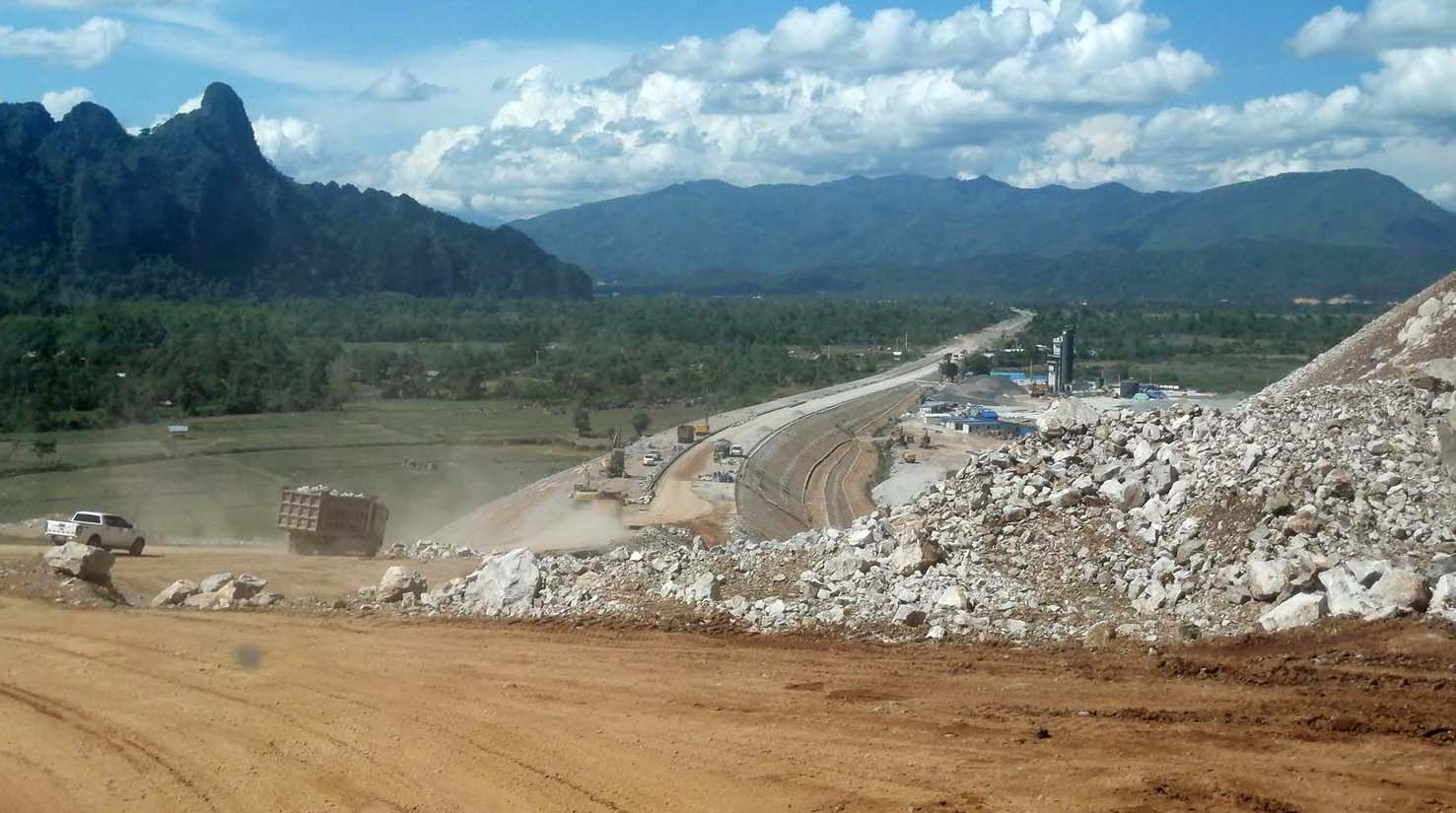
Bau des Abschnitt von Vientiane nach Vang Vieng
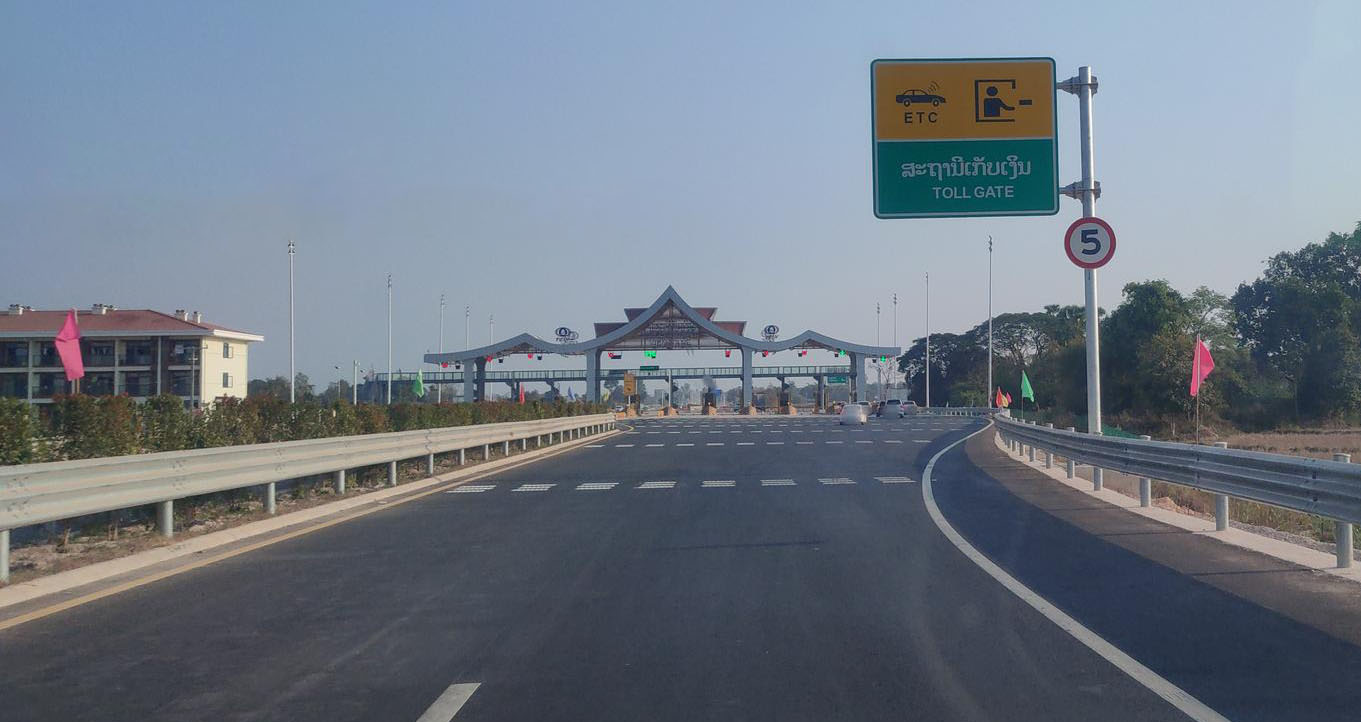
Beginn der Mautautobahn an der Mautstelle Sikeut
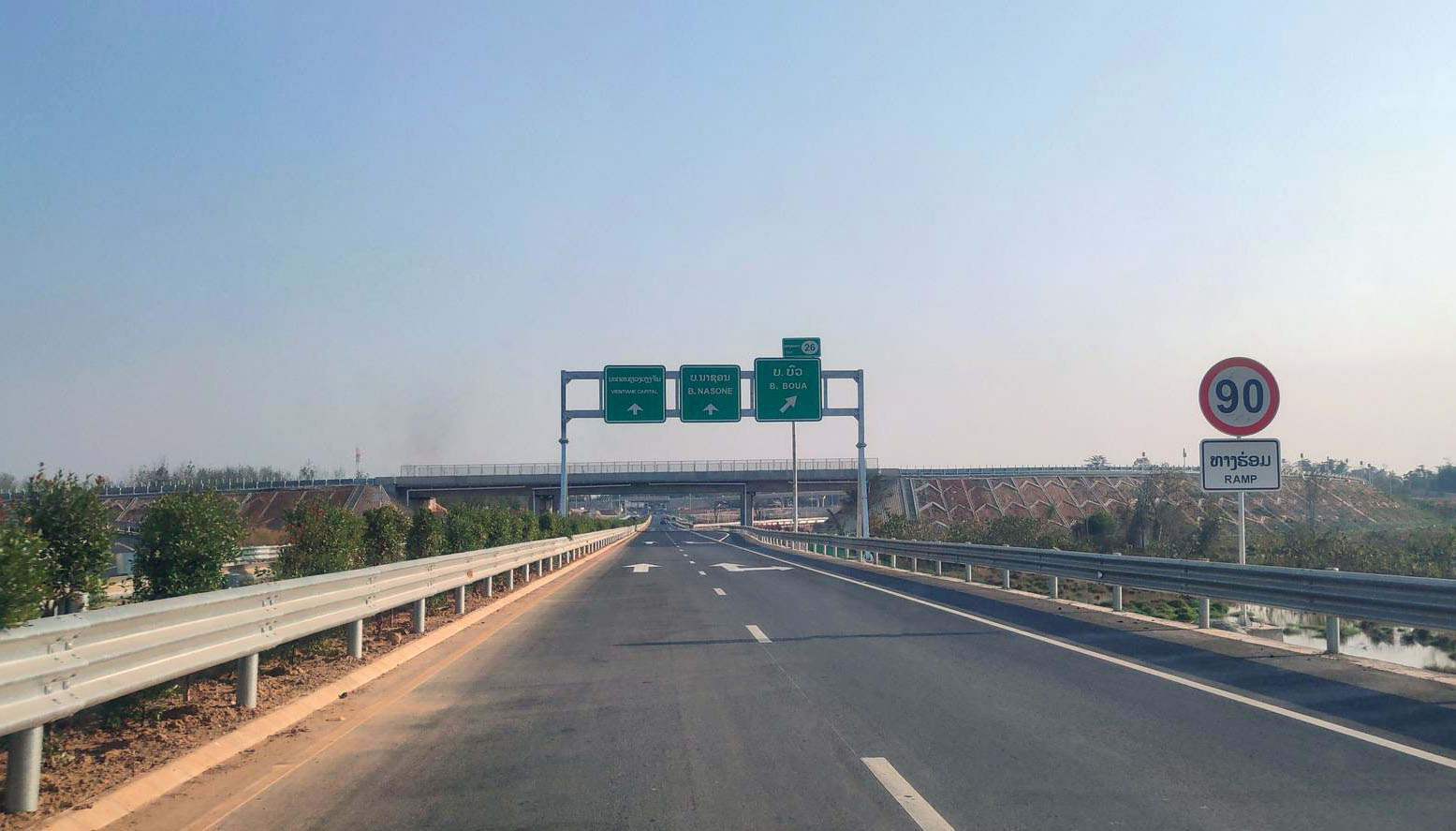
Anschlussstelle Ban Boua, Naxaithong District
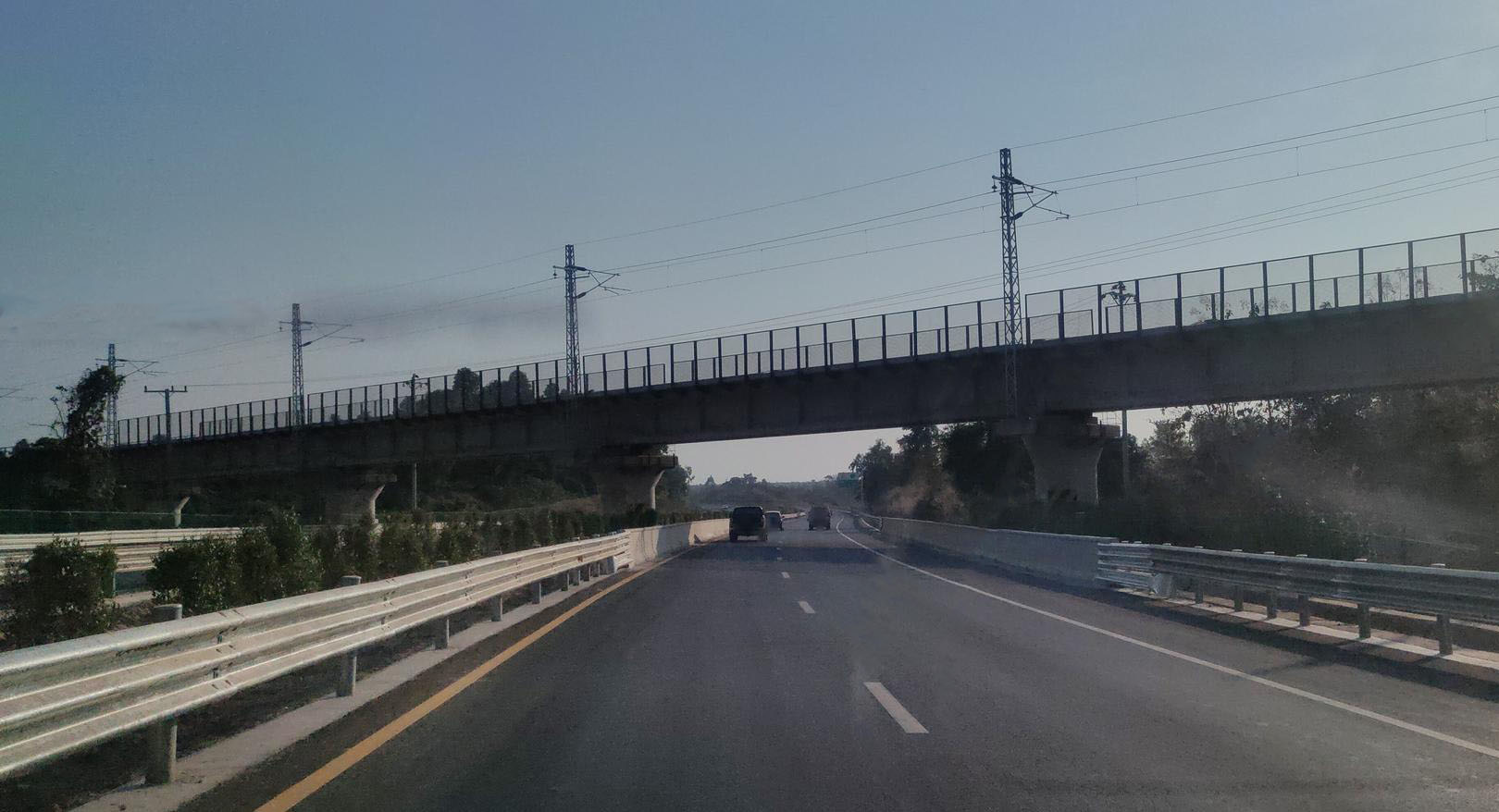
Die Bahnstrecke Boten–Vientiane kreuzt die Autobahn